# Азербайджанский Красный Полумесяц
Азербайджанский Красный Полумесяц (азерб. Azərbaycan Qızıl Aypara Cəmiyyəti) — крупнейшая гуманитарная организация Азербайджана, является частью Международного движения Красного Креста и Красного Полумесяца. Штаб-квартира организации находится в Баку.

## Цель организации
Азербайджанское общество Красного Полумесяца является некоммерческой добровольческой организацией, предоставляющей гуманитарную помощь и социальные услуги. Является юридическим лицом и регулируется законами страны. Своей миссией движение называет: «службу уязвимым слоям населения, мобилизуя потенциал Азербайджанского Красного Полумесяца и силу человечества».

## История
Организация была основана при Азербайджанской Демократической Республике 10 марта 1920 года по инициативе заместителя министра обороны генерал-лейтенанта Алиаги Шихлинского и министра иностранных дел Фатали Хана Хойского.
После падения АДР, когда 28 апреля 1920 года АДР был аннексирован Советской Россией, Азербайджанское общество Красного Полумесяца функционировало как азербайджанское отделение Российского общества Красного Креста.
В октябре 1922 года постановлением Совета Народных Комиссаров Азербайджанской ССР было восстановлено Азербайджанское общество Красного Полумесяца. Общество функционировало как часть Советской Лиги обществ Красного Креста и Красного Полумесяца.
В 1991 году, после распада Советского Союза, Азербайджан восстановил свою независимость и предоставил независимость своему национальному обществу Красного Полумесяца в соответствии с международными стандартами.

## Общие сведения
Организация включает в себя штаб-квартиру, комитет в Нахичеванской Автономной Республике, полевые подразделения, 8 региональных центров в районах и городах Азербайджана.
На март 2024 года в организацию входят 350 000 членов. Ещё 20 000 чел. являются волонтёрами.
С 1999 года президентом общества является Новрузали Асланов.
Организация оказывает безвозмездную первичную медико-социальную, гуманитарную помощь и другие необходимые услуги малообеспеченным слоям населения, пострадавшим в ходе конфликтов, природных и техногенных катастроф.
Общество сотрудничает с Международным комитетом Красного Креста, обществами красного полумесяца Польши, Турции, Ирана.
В период Второй карабахской войны члены и волонтёры общества принимали участие в эвакуации гражданского населения из прифронтовой зоны, оказании гуманитарной помощи и доставке раненых в больницы.
В ходе данной войны волонтёр общества Магеррам Мустафаев в результате ракетных ударов Армении по Бардинскому району погиб при осуществлении гуманитарной деятельности.